# جمال أباد (مشكين شهر)
جمال‌ أباد هي قرية في مقاطعة مشكين شهر، إيران. عدد سكان هذه القرية هو 776 في سنة 2006.